# Gyde Hansen
Gyde Hansen (* 1947 in Wyk auf Föhr) ist eine dänische Sprach- und Übersetzungswissenschaftlerin. Sie lehrt als Professorin an der Copenhagen Business School im Department of International Business Communication.

## Leben
Gyde Hansen wurde 1947 in Wyk auf Föhr geboren. Sie studierte bis 1969 Französisch und Englisch an der Christian-Albrechts-Universität zu Kiel und lehrte ab 1972 Deutsch an der Universität Kopenhagen. 1973 erhielt sie die dänische Staatsbürgerschaft. Nach dem Abschluss als Master of Arts von der Universität Kopenhagen in den Fächern Deutsch und Englisch folgte sie 1978 dem Ruf der Copenhagen Business School. Der Schwerpunkt ihrer Lehre lag dort unter anderem auf den Bereichen Linguistik, vergleichende Grammatik, interkulturelle Kommunikation, Textanalyse, Semiotik und Marketing, Übersetzung, Übersetzungstheorie und -kritik und empirische Forschungsmethoden. 1983 wurde ihr der Tietgenpreis für Forschung verliehen. Gyde Hansen erlangte 1985 den akademischen Grad Licentiatgrad linguæ mercantilis (lic.ling.merc., heute PhD) in vergleichender Linguistik und habilitierte sich 2005 mit der Schrift Störquellen in Übersetzungsprozessen. Seit 2006 lehrt sie als Professorin an der Copenhagen Business School. Zu ihren Forschungsschwerpunkten gehören die Bereiche Übersetzungskritik, Textrevision, Übersetzerausbildung, Forschungsmethoden, Komparative Linguistik und Textanalyse. 2006 wurde ihr der Forschungspreis Hedorfs Fonds Pris for Erhverssproglig Forskning verliehen.

## Mitgliedschaften
- Akkreditierungskommission für den M.A. Konferenzdolmetschen an der Universität Heidelberg
- Akkreditierungskommission für die Translationsforschung an der Universität Innsbruck
- Beirat für den Narr-Verlag, Translationswissenschaft, Tübingen (seit 2004)
- Beirat für die Zeitschrift International Journal for Language, Translation and Intercultural Communication; Igoumenitsa (Griechenland; seit 2011)
- Beirat für die Zeitschrift Professional Communication and Translation Studies; Polytechnische Universität Timișoara (Rumänien; seit 2009)
- Beirat für die Zeitschrift redit (Revista Deigital de la Didáctica de la Traducción e Interpretación), Spanien (seit 2007)
- Beirat für die Zeitschrift Studia Translatorica, Universität Breslau (Polen; seit 2011)
- International Academy for Translation and Interpreting (IATI)

## Ämter
- Ansprechpartnerin der Generaldirektion Übersetzung (DGT) der Europäischen Kommission für den Europäischen Master Übersetzen (EMT)
- Beraterin für die European Society for Translation Studies (EST)
- Beraterin für die National Accreditation Authority for Translators and Interpreters, Australia (NAATI)
- Generalsekretärin der Deutschen Gesellschaft für Übersetzungs- und Dolmetschforschung (DGÜD; seit 2011)
- Gutachterin im Research Council of Norway
- Gutachterin im Schweizerischen Nationalfonds zur Förderung der wissenschaftlichen Forschung (SNF)
- Präsidentin der DGÜD (2009–2011)
- Vizepräsidentin der European Society for Translation Studies (EST; 2004–2010)

## Publikationen (Auswahl)
- Kontrastive Analyse des Artikelgebrauchs im Dänischen und Deutschen. København, Nyt Nordisk Forlag Arnold Busck 1986
- Textlinguistische Analyse von Gebrauchstexten. København, Nyt Nordisk Forlag Arnold Busck 1989
- Einführung in das Übersetzen. København, Munksgaard 1995
- Kontrastive Textgrammatik – anhand von dänischen und deutschen technischen Texten. Copenhagen Business School, Samfundslitteratur 1995
- Störquellen in Übersetzungsprozessen. Habilitationsschrift. Copenhagen Business School, Samfundslitteratur 2005
- Erfolgreich Übersetzen. Entdecken und Beheben von Störquellen. Tübingen, Narr, Francke, Attempto 2006